# Sarīlābād
Sarīlābād (persiska: سریل آباد) är en ort i Iran.   Den ligger i provinsen Västazarbaijan, i den nordvästra delen av landet, 500 km väster om huvudstaden Teheran. Sarīlābād ligger 1 305 meter över havet och antalet invånare är 114.
Terrängen runt Sarīlābād är platt åt nordost, men åt sydväst är den kuperad.Runt Sarīlābād är det ganska tätbefolkat, med 155 invånare per kvadratkilometer. Närmaste större samhälle är Ḩājjīābād-e Okhtāchī, 3,4 km nordost om Sarīlābād. Trakten runt Sarīlābād består till största delen av jordbruksmark.